# コイン ランドリィ ブルース
「コイン ランドリィ ブルース」は、日本のロックミュージシャンである柳ジョージが、1985年9月25日にワーナー・パイオニア / Atlantic Recordからリリースした7枚目のシングルである。

## 解説
同年に発売されたアルバム『TOBACCO ROAD』からのシングルカット作品。
表題曲の「コイン ランドリィ ブルース」は、桃井かおりが出演した『ブティックJOY MISS TAKAO』のCFイメージソングに起用された。
カップリング曲の「ハロー カリフォルニア デイズ」は、和光証券『中期国債ファンド』のテーマ曲に起用された。

## 収録曲
| #         | タイトル                         | 作詞           | 作曲       | 編曲               | 時間  |
| --------- | -------------------------------- | -------------- | ---------- | ------------------ | ----- |
| 1.        | 「コイン ランドリィ ブルース」   | トシ・スミカワ | 増田俊郎   | 知久光康・増田俊郎 | 6:13  |
| 2.        | 「ハロー カリフォルニア デイズ」 | SHOW           | 柳ジョージ | 近藤敬三           | 3:49  |
| 合計時間: | 合計時間:                        | 合計時間:      | 合計時間:  | 合計時間:          | 10:02 |

## カバー
| 曲名                       | アーティスト | 収録作品              | 発売日        | 規格品番                 | 備考                                                         |
| -------------------------- | ------------ | --------------------- | ------------- | ------------------------ | ------------------------------------------------------------ |
| コイン ランドリィ ブルース | 鈴木雅之     | 『DISCOVER JAPAN II』 | 2014年9月10日 | ESCL-4268/9 (初回限定盤) | タイトルが「コイン・ランドリー・ブルース」と表記されている。 |
| コイン ランドリィ ブルース | 鈴木雅之     | 『DISCOVER JAPAN II』 | 2014年9月10日 | ESCL-4270 (通常盤)       | タイトルが「コイン・ランドリー・ブルース」と表記されている。 |